# Balauerfohr

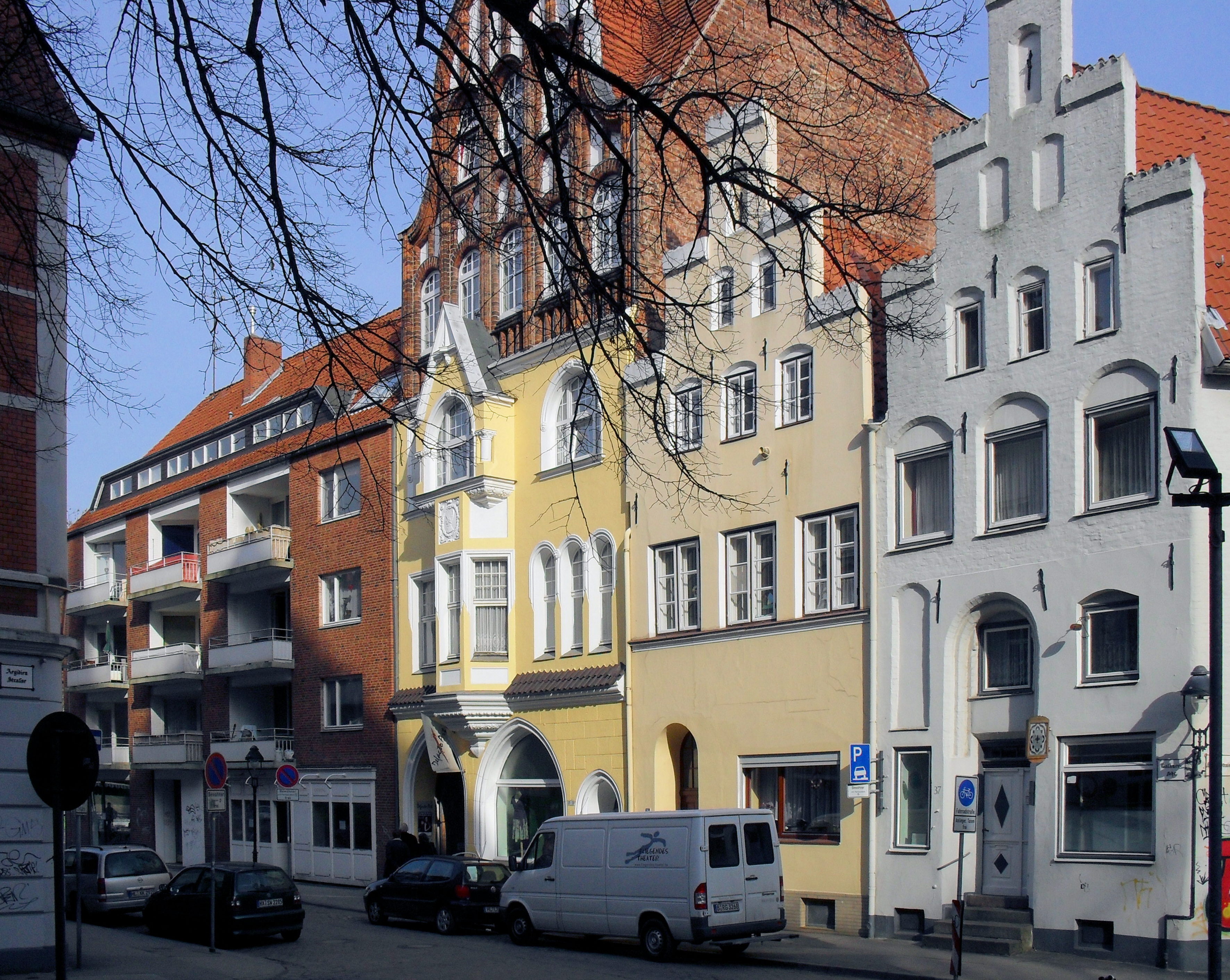
Balauerfohr bei der Aegidienkirche

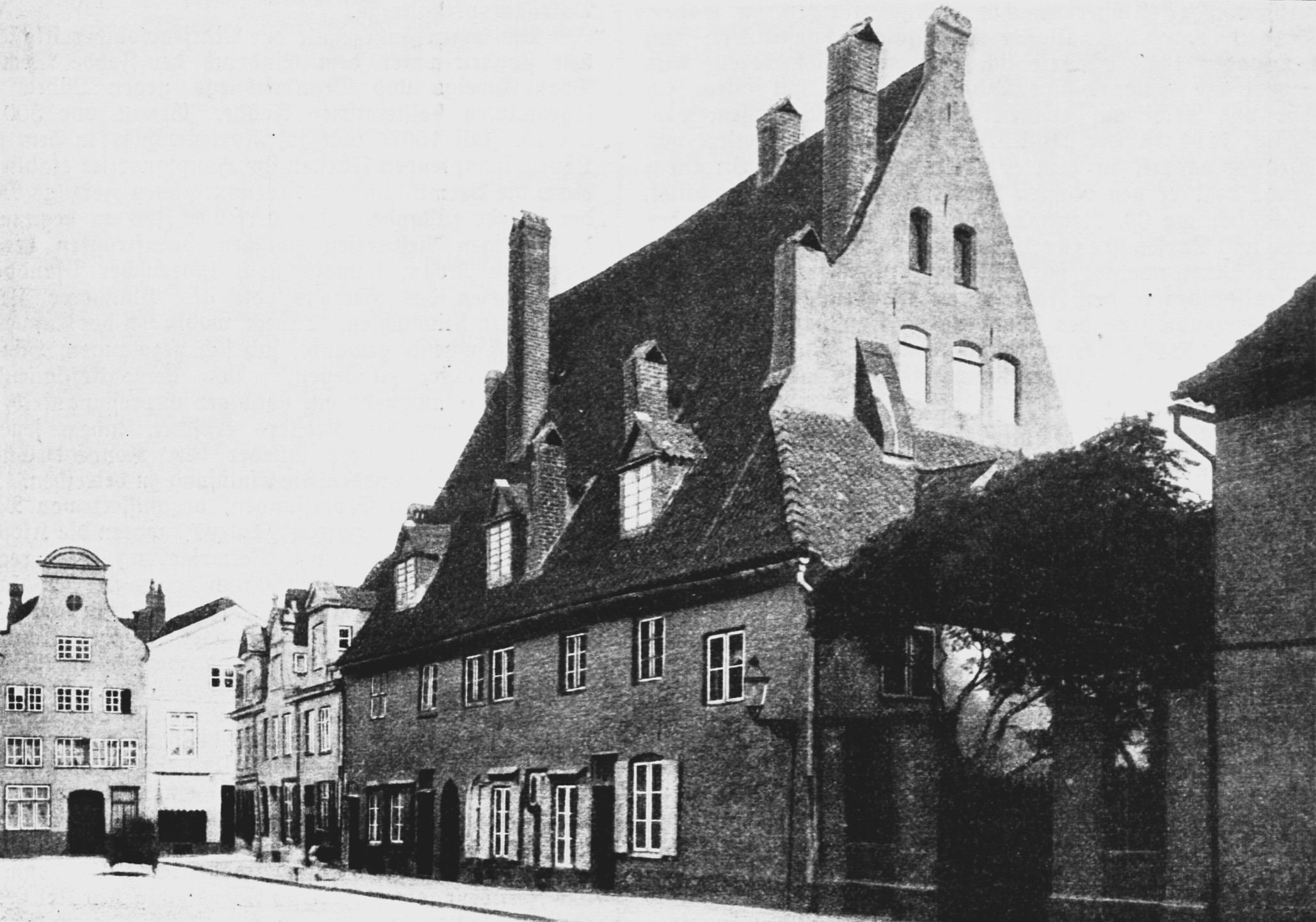
Stammhaus des Brigittenhofs, dahinter Häuser des Balauerfohrs

Balauerfohr, rot markiert

Balauerfohr ist eine Straße in der Lübecker Altstadt.

## Lage
Die etwa 130 Meter lange Straße befindet sich im südöstlichen Teil der Altstadtinsel (Johannis Quartier) und verläuft annähernd in Süd-Nord-Richtung. Sie beginnt am Chor der Aegidienkirche am Zusammentreffen von Aegidienstraße, St.-Annen-Straße und Stavenstraße. Sie wird auf der Hälfte der Strecke von der  Wahmstraße, die hier in die Krähenstraße übergeht, gekreuzt und endet an der Hüxstraße mit dem Beginn der Schlumacherstraße. Wahmstraße und Krähenstraße bilden erst seit dem Wiederaufbau in den 1950er Jahren einen durchgehenden Straßenzug. Der vorherige Verlauf ist noch an der Südseite der Krähenstraße ablesbar. Die Begradigung und Verlegung der Krähenstraße nach Norden wurde durch großflächigen Zerstörungen an der Ecke Krähenstraße/Balauerfohr durch eine Luftmine beim Luftangriff am 29. März 1942 ermöglicht.

## Geschichte
Der Abschnitt zwischen Hüxstraße und Wahmstraße, wie auch die anderen Teile des Balauerfohr, wurden im Mittelalter als separate Straße betrachtet und trug in Dokumenten die Bezeichnung Dwerstrate inter plateas huxorum et aurigarum (Querstraße zwischen Hüxstraße und Wahmstraße). Zwischen 1449 und 1577 galt der Nordteil als zur Schlumacherstraße gehörig und wurde entsprechend Salunenmakerstrate genannt.
Der Mittelteil am Zusammentreffen mit Wahmstraße und Krähenstraße wurde in Urkunden als platea transversalis ex opposito platea aurigarum (Kreuzende Straße gegenüber der Wahmstraße), der Südteil als inter plateas cornicum et Noe (Zwischen der Krähenstraße und der Stavenstraße) oder Kreienstrate bezeichnet.
Mönche und Nonnen des Brigittenordens, die bis 1428 im Dorf Bälau ansässig gewesen waren, das Eigentum des Ordensklosters Marienwohlde war, erwarben 1431 einen Hof nahe der Kreuzung mit der Wahmstraße. Im Volksmund bürgerte sich bald die Benennung der Straße nach dem vorherigen Wohnsitz der Ordensangehörigen ein. Im Lübecker Niederstadtbuch ist für 1440 erstmals der Name Balauwervorde belegt. Weitere in den Folgejahrhunderten in Dokumenten verwendete Varianten sind Balouvervort (1458), Ballewervort (1460), Balauwervorth (1580), Balauwer Vorde (1584), Balowervorde (1589), Ballouwerforth (1608), Balvervor (1614) sowie Balauer Föhrde (1751). Seit 1852 ist der heutige Name amtlich festgelegt.

## Bauwerke
- Balauerfohr 2, auf eine Bude von etwa 1300 zurückgehendes  klassizistisches Haus
- Balauerfohr 3, klassizistisches Haus von 1811
- Balauerfohr 4, klassizistisch überformte Bude von etwa 1300
- Balauerfohr 35, auf das späte 13. Jahrhundert zurückgehendes Renaissance-Giebelhaus
- Balauerfohr 37, auf das späte 13. Jahrhundert zurückgehendes Renaissance-Giebelhaus

- siehe auch Liste abgegangener Lübecker Bauwerke für nicht mehr vorhandene Bauwerke des Balauerfohrs.

## Gänge und Höfe
Vom Balauerfohr gingen folgende Lübecker Gänge und Höfe ab (nach Hausnummern):
- 11: Dreililiengang (beim Luftangriff auf Lübeck 1942 zerstört, führte einst zu Lenschaus Gang, Hüxstraße 98)
- 31: Branntweinbrenner Gang (mit Neubau des Vorderhauses 31/33 Anfang des 20. Jahrhunderts verschwunden)
- Alte Hausnummer 164: Einbuden Gang (Stadtplan von 1824; um 1840 neu überbaut, aber noch im Adressbuch von 1879)